# Autódromo Internacional Nelson Piquet (Brasília)
Das Autódromo Internacional Nelson Piquet ist eine permanente Motorsport-Rennstrecke in Brasilien, die im Jahr 1974 erstmals genutzt wurde.

## Geschichte
Vor dem Bau der Anlage hatten 1962 und von 1966 bis einschließlich 1970 Rennen auf abgesperrten öffentlichen Straßen in Brasília stattgefunden.
Die 1974 eröffnete Strecke liegt im Westen der brasilianischen Hauptstadt Brasília. Als Reverenz an den seinerzeitigen brasilianischen Präsidenten Emílio Garrastazu Médici erhielt sie anfänglich die Bezeichnung Autódromo Emílio Medici. Nachdem Medici im Frühjahr 1974 das Präsidentenamt verloren hatte, wurde der Kurs in Autódromo de Brasília umbenannt.
Von 1995 bis 2006 wurde die nun umbenannte Strecke von NZ Empreendimentos – einer Firma unter der Kontrolle von Nelson Piquet – gepachtet, bevor sie wieder unter die Kontrolle des Distrito Federal do Brasil kam.
Seit die Renovierung der Strecke 2014 aus finanziellen Gründen zum Stocken kam, haben keine Rennveranstaltungen mehr dort stattgefunden. 

## Streckenbeschreibung
Die Strecke ist 5,476 km lang und beinhaltet zwölf Kurven; davon sechs links und sechs rechts. Neben der langen Variante gibt es noch ein Layout, das einem Oval ähnlich ist.

## Veranstaltungen
Im Februar 1974 fand auf dem Autódromo der Grande Prêmio Presidente Medici statt, ein Formel-1-Rennen ohne Weltmeisterschaftsstatus. Sieger war Emerson Fittipaldi auf McLaren. Dies blieb bis 1996 die einzige internationale Veranstaltung von Rang. In jenem Jahr trug die BPR Global GT Series ein nicht zur Meisterschaft gehörendes zweistündiges Schaurennen für Gran-Turismo-Sportwagen aus, das von Nelson Piquet und Johnny Cecotto gewonnen wurde.
Die brasilianischen Rennserien Stock Car Brasil und Fórmula Truck gastieren ebenso regelmäßig in Brasília wie nationale Motorrad- und Kartmeisterschaften.
In der Saison 2014 sollte der Kurs erstmals im Kalender der Motorrad-Weltmeisterschaft stehen und den Großen Preis von Brasilien austragen. Jedoch scheiterten sowohl die Durchführung dieses GP als auch ein 2015 geplanter Indycar-Lauf am schlechten Zustand der Strecke, die ab 2015 daher keine Rennen mehr ausrichtete.

## Bemerkenswertes
Neben dem Autódromo Internacional Nelson Piquet befindet sich das Estádio Nacional de Brasília Mané Garrincha (vormalig Estádio Mané Garrincha), welches zu den Stadien der Fußball-Weltmeisterschaft 2014 gehört. Gemeinsam mit dem Nilson Nelson Gymnasium bilden sie den Ayrton Senna Multisport Complex.
In Videospielen war das Autódromo Internacional Nelson Piquet lange eine Seltenheit. TOCA World Touring Cars für die PlayStation aus dem Jahr 2000 gehörte zu den ersten Spielen, in denen die Strecke virtuell befahrbar war.